# Henri Gault
Henri Gault (* 4. November 1929 in Pacy-sur-Eure; † 9. Juli 2000 in Saint-Sulpice-en-Pareds, Département Vendée) war ein französischer Gastronomiekritiker und Journalist.

## Karriere
Gault arbeitete ab 1956 bei der französischen Abendzeitung Paris-Presse, wo er Christian Millau (1928–2017) kennenlernte. Beide widmeten sich dort kulinarischen Themen. Daraus entwickelte sich der 1962 erstmals erschienene Pariser Restaurantführer Guide Juillard. Ab 1969 gaben Gault und Millau den Restaurantführer Gault Millau heraus.
Millau und Gault prägten um 1972 gemeinsam mit ihrem Freund André Gayot (1929–2019) den Begriff „Nouvelle Cuisine“; die Benennung bedauerte er später.
Gaults Vorliebe für gute Küche rührte vom Hunger her, den er im Zweiten Weltkrieg erleiden musste; er nannte sie die „späte Rache“ am Hunger. Die Kritiken Gaults und Millaus erhielten viel Beachtung, weil sie oft in zynisch-sarkastischer Weise über Köche herzogen. 1986 verließ Gault den Gault Millau nach 17 Jahren.
Er starb 2000 in Westfrankreich.